# LM Ericssons fabrik i Kristianstad
LM Ericssons fabrik i Kristianstad var en fabrik byggd 1964. Fabriken tillverkade bland annat komponenter till telefoner i formsprutad termoplast. Ericsson drev fabriken till 1997 då den såldes till Nolato. Under delar av dessa 30 år var fabriken Kristianstads största privata arbetsgivare men även efter att Ericsson hade avyttrat fabriken var den en stor arbetsplats.

## Bakgrund
1945 hade Ericsson alla sina 5000 anställda vid fabrikerna i Midsommarkransen och Älvsjö. Vid bolagets 100-årsjubileum 1976 fanns av 23 000 anställda mer än hälften 13 500 utanför Stockholmsområdet. Ericsson hade 21 fabriker runt om i Sverige. Den första utflyttningen ägde rum 1946 och gick till Katrineholm.
Ericsson fick frigöra kapital ur sina bundna investeringsfonder och visst bidrag av staten för att bygga nya fabriker ute i landet för att skapa nya arbetstillfällen. Under en period av åtta år startades tolv nya regionala anläggningar i Olofström, Visby, Ronneby, Norrköping, Kristianstad, Ingelsta, Oskarshamn, Vedeby, Delsbo, Östersund, Hudiksvall och Piteå. Ericsson föredrog att fabrikerna låg i sydöstra Sverige, där det fanns gott om arbetskraft, lönerna var lägre och transportavstånden var rimliga. Fabriken i Kristianstad etablerades 1964 på Näsby industriområde.
I samband med Kristianstads 350-årsjubileum 1963 ville staden satsa på att få fler industriarbetsplatser till staden. Den politiska ledningen i Kristianstad lyckades i sin industrisatsning att få företag som LM Ericsson att etablera sig i Kristianstad. Staden beslöt bygga bostäder åt arbetarna i Näsby. AB Kristianstadsbyggen byggde först sexvåningshusen längs Näsbychausséen. Gamlegårdens första lägenheter blev inflyttningsklara 1 april 1965. År 1971 stod området klart med 1 850 lägenheter. Under sommaren 1970 stod också Gamlegårdens centrum klart med två livsmedelsbutiker, bank, post, bibliotek och fritidslokaler.

## Produktionen på fabriken
Fabriken producerade under tiden fram till mitten/slutet av 1980-talet telefonapparater på stora produktionslinjer. Bakeliten hade ersatts av plastskal som formgöts på fabriken. En modell var Ericofon eller den så kallade Kobratelefonen. Den nya modellen med låg kåpa fanns i 20 år 1962–1982. Denna kåpa tillverkades i ett enda stycke. De kåpor som tillverkades för montering i Karlskrona gjordes av LME:s fabrik i Kristianstad. Efter Kobran kom telefonen Dialog. På 1970-talet kom började övergången till digital teknik inom teleområdet. Det gjorde att nummerskivan ersattes av knapptelefoner. Produktionen av fasta telefonin minskade men istället expanderade mobiltelefonin under slutet av 1980-talet.
Att produktionen av delar till mobiltelefoner var stor på 1990-talet framgår av att i januari 1995 slöts ett avtal mellan AMB Industri AB och Ericsson Telecom AB i Kristianstad reserverade kapacitet för avskärmning av mobilfronter. Avtalet byggde på ett historiskt samarbetet mellan Ericsson och ABM som hade inletts redan 1987 med Hotline-telefonen. ABM hade relationer till fabriken i Kristianstad och Ericssons utvecklingsavdelning i Lund. Vakuummetallisering av plast med aluminium gav nya möjligheter och kunde ersätta metall i många produkter. Tekniken användes till speglande ytor i reflektorer, och från 1980-talet användes tekniken för avskärmning av elektronik som datorskärmar och bärbara telefoner. Satsningen var oerhört lyckosam för ABM som en tid behandlade mer än 1 miljon mobiltelefonskal i veckan i ABM:s fabrik i Broakulla (inte bara Ericssons telefoner). Stora volymer mobiltelefonskal i fabriken för invändig metallisering ledde till dekorativ lackering av utsidan från 1999.

## Ericsson avvecklar fabriken i Kristianstad
Ericssons avveckling av fabriken i Kristianstad med 900 anställda till Nolato 1997 var en del av företagets nedläggning av produktionen i Sverige. 1997 lade Ericsson också ned tillverkningen i Norrköping. Produktionen av mekaniska delar outsourcades till utlandet. 1700 av de 2300 anställda i Norrköping blev av med jobbet 1997. Ericsson hade 2016 cirka 16000 anställda i Sverige vilket innebar en minskning med 26 000 anställda jämfört med år 2000 då antalet anställda var 42000. Resterande 600 i Norrköping  i Ingelsta fick gå två år senare. I Kristianstad valde Ericsson att överlåta fabriken till Nolato.